# 모드 프래지어
모드 프레이저(Maude Frazier, 1881년 4월 4일 ~ 1963년 6월 20일)는 미국의 정치인이며, 제45·46·47·48·49·50·51대 네바다주 하원의원, 제22대 네바다 부지사였다.

## 생애
그녀는 네바다 최초의 여성 부지사였다. 정치에 입문하기 전에 프레지어는 교사, 교장 및 교육감이자, 민주당 당원이었다. 프레지어는 1950년 첫 번째 선거부터 1962년까지 네바다 의회에서 근무했으며, 렉스 벨의 사망으로 인한 공석을 채우기 위해 그랜트 소여 주지사에 의해 부지사로 임명되었다. 그녀는 벨 회장의 남은 임기 6개월을 봉사하고 퇴임한 지 1년 만에 은퇴했다. 입법부에서 프레지어는 남부 네바다 최초의 공립 대학 설립의 원동력이었으며, 이는 결국 라스베가스 네바다 대학교가 되었다. 캠퍼스의 첫 번째 건물은 "모드 프레지어 홀"로 명명되었으며 1957년에 완공되었다.

## 경력
- 1950 ~ 1962.07 제45·46·47·48·49·50·51대 네바다주 하원의원
- 1962.07 ~ 1963.01 제22대 네바다 부지사

## 역대 선거 결과
| 선거명      | 직책명                      | 대수 | 정당   | 득표율 | 득표수 | 결과 | 당락               |
| ----------- | --------------------------- | ---- | ------ | ------ | ------ | ---- | ------------------ |
| 1950년 선거 | 하원의원 (네바다 제-선거구) | 45대 | 민주당 | 0%     | 표     | 1위  | 네바다 주의원 당선 |
| 1952년 선거 | 하원의원 (네바다 제-선거구) | 46대 | 민주당 | 0%     | 표     | 1위  | 네바다 주의원 당선 |
| 1954년 선거 | 하원의원 (네바다 제-선거구) | 47대 | 민주당 | 0%     | 표     | 1위  | 네바다 주의원 당선 |
| 1956년 선거 | 하원의원 (네바다 제-선거구) | 48대 | 민주당 | 0%     | 표     | 1위  | 네바다 주의원 당선 |
| 1958년 선거 | 하원의원 (네바다 제-선거구) | 49대 | 민주당 | 0%     | 표     | 1위  | 네바다 주의원 당선 |
| 1960년 선거 | 하원의원 (네바다 제-선거구) | 50대 | 민주당 | 0%     | 표     | 1위  | 네바다 주의원 당선 |